# Trachyoribates
Trachyoribates är ett släkte av kvalster. Trachyoribates ingår i familjen Haplozetidae.

## Dottertaxa tillTrachyoribates, i alfabetisk ordning[1]
- Trachyoribates aegypticus
- Trachyoribates africanus
- Trachyoribates ampulla
- Trachyoribates angulifer
- Trachyoribates bothulifer
- Trachyoribates carinatus
- Trachyoribates chinensis
- Trachyoribates cristatus
- Trachyoribates cubanus
- Trachyoribates dimorphichaites
- Trachyoribates dispar
- Trachyoribates florens
- Trachyoribates geminosetosus
- Trachyoribates glaber
- Trachyoribates heterotrichus
- Trachyoribates inornatus
- Trachyoribates irregularis
- Trachyoribates komodensis
- Trachyoribates mammillatus
- Trachyoribates monstruosus
- Trachyoribates nagaii
- Trachyoribates ovulum
- Trachyoribates perezinigoi
- Trachyoribates pinguis
- Trachyoribates polygonatus
- Trachyoribates pseudofurcatus
- Trachyoribates punctatus
- Trachyoribates rimachensis
- Trachyoribates schalleri
- Trachyoribates sexclavatus
- Trachyoribates shibai